# Chuma Edoga
Chuma Edoga (Powder Springs, Georgia, 25 de mayo de 1997) es un jugador profesional estadounidense de fútbol americano que se desempeña en la posición de lineman en Dallas Cowboys, equipo de la National Football League (NFL).

## Carrera
Fue seleccionado en la tercera ronda en la Reunión Anual de Selección de Jugadores de la NFL de 2019. Hizo su debut profesional con el equipo New York Jets, en el cual jugó cuatro temporadas (2019-2022), después pasó a Atlanta Falcons (2022-2023), luego a Dallas Cowboys, donde lleva jugando una temporada.